# Campionato italiano di calcio a 5 1986-1987
Il quarto campionato italiano di calcio a 5 si svolse durante la stagione 1986/1987 e dopo una fase interregionale si riunì a Palermo per giocare la propria poule scudetto dal 21 luglio al 25 luglio 1987.
La stagione segna la vittoria del Marino Calcetto di Maurizio Papi e allunga il dominio laziale in questo sport, il Marino è la quarta squadra laziale su quattro ad aggiudicarsi lo scudetto, battendo in finale i campioni uscenti dell'Ortana Griphus, la finalesi conclude con il punteggio di 2-1 a favore del Marino che conquista il suo primo ed unico tricolore. Le squadre della Capitale invece rimangono escluse anche dalle semifinali, l'Ostia esce nel girone di qualificazione.

## Girone A
| Pos. | Squadra                   | Pt |
| ---- | ------------------------- | -- |
| 1.   | Palermo Calcetto          | 4  |
| 2.   | Ortana Griphus            | 4  |
| 3.   | Salvati Villanova Pescara | 4  |
| 4.   | Opel Helios Ostia         | 0  |

- Palermo Calcetto - Opel Helios Ostia 3-0
- Ortana Griphus - Salvati Villanova Pescara 7-3
- Palermo Calcetto - Salvati Villanova Pescara 3-4
- Ortana Griphus - Opel Helios Ostia 5-2
- Ortana Griphus - Palermo Calcetto 0-2
- Salvati Villanova Pescara - Opel Helios Ostia 6-0

## Girone B
| Pos. | Squadra                 | Pt |
| ---- | ----------------------- | -- |
| 1.   | Marino                  | 4  |
| 2.   | Barbagrigia             | 3  |
| 3.   | Flamengo Siracusa       | 3  |
| 4.   | Bubi Merano Menz Gasser | 2  |

- Marino Calcetto - Flamengo Siracusa 8-2
- Barbagrigia Ascoli - Bubi Merano Menz Gasser 2-1
- Marino Calcetto - Barbagrigia Ascoli 7-3
- Flamengo Siracusa  - Bubi Merano Menz Gasser 4-2
- Barbagrigia Ascoli - Flamengo Siracusa 4-4
- Marino Calcetto - Bubi Merano Menz Gasser 5-6

## Semifinali
- Marino Calcetto - Palermo Calcetto 5-4
- Ortana Griphus - Barbagrigia Ascoli 6-1

## Finali

### 3º-4º posto
Barbagrigia Ascoli - Palermo Calcetto 8-7  (d.c.r.)

### 1º-2º posto
Marino Calcetto - Ortana Griphus 2-1